# Bembecia himmighoffeni
Bembecia himmighoffeni is een vlinder uit de familie wespvlinders (Sesiidae), onderfamilie Sesiinae.
Bembecia himmighoffeni is voor het eerst wetenschappelijk beschreven door Staudinger in 1866. De soort komt voor in het Palearctisch gebied.